# 京急システム
株式会社京急システム（けいきゅうしすてむ）は、かつて存在した京浜急行電鉄株式会社の100％子会社であるシステムインテグレーター（ユーザー系）の会社であった。
2024年4月1日付で、親会社の京浜急行電鉄株式会社に吸収合併され、会社は解散した。

## 概要
京浜急行電鉄株式会社が100％出資した完全子会社である。主な開発システムに営業所管理システム、高速バス座席予約システム、WEB通販システム、車両管理システム、お忘れ物検索システム、車種規制検索システム、在席管理システム、問い合わせ管理システム、面会受付表示システム、作業日報システムを開発した。

## 歴史
- 1999年4月1日 会社設立。
- 2005年1月7日 ISO9001取得。
- 2024年4月1日 親会社の京浜急行電鉄株式会社による吸収合併により会社解散。